# بدائع الحنانة
بدائع الحنانة قرية من قرى محافظة الحناكية في منطقة المدينة المنورة في السعودية، تقع شرق المدينة المنورة